# Omolara Ogunmakinju
Omolara Ogunmakinju (* 25. Mai 1993 in Akure als Omolara Omotosho) ist eine nigerianische Sprinterin, die sich auf den 400-Meter-Lauf spezialisiert hat. 2024 siegte sie mit der nigerianischen 4-mal-400-Meter-Staffel bei den Afrikaspielen in Accra und siegte im selben Jahr bei den Afrikameisterschaften in Douala.

## Sportliche Laufbahn
2009 wurde sie wegen Dopings mit Methenolon für zwei Jahre gesperrt. Nach Ablauf ihrer Sperre sammelte sie 2011 erste internationale Erfahrungen, als sie bei den Weltmeisterschaften in Daegu mit der nigerianischen 4-mal-400-Meter-Staffel in 3:29,82 min den sechsten Platz belegte. Anschließend belegte sie bei den Afrikaspielen in Maputo in 53,19 s den achten Platz über 400 Meter und siegte mit der Staffel in 3:31,21 min gemeinsam mit Margaret Etim, Bukola Abogunloko und Muizat Ajoke Odumosu. Im Jahr darauf siegte sie mit der Staffel in 3:28,77 min gemeinsam mit Endurance Abinuwa, Margaret Etim und Bukola Abogunloko bei den Afrikameisterschaften in Porto-Novo. Anschließend erreichte sie bei den Olympischen Sommerspielen in London im Einzelbewerb das Halbfinale, in dem sie mit 51,21 s ausschied, während sie mit dem nigerianischen Team im Finale der 4-mal-400-Meter-Staffel disqualifiziert wurde.
2013 schied sie bei den Weltmeisterschaften in Moskau mit 52,38 s im Semifinale über 400 Meter aus und belegte mit der Staffel in 3:27,57 min den fünften Platz. Im Jahr darauf gehörte sie bei den Hallenweltmeisterschaften in Sopot zum nigerianischen Aufgebot der 4-mal-400-Meter-Staffel, die Fünfte wurde und im Vorlauf mit 3:29,67 min einen afrikanischen Hallenrekord aufstellte. Im Mai wurde sie bei den IAAF World Relays in Nassau 3:23,41 min Dritte in der 4-mal-400-Meter-Staffel. Im Juli schied sie bei den Commonwealth Games in Glasgow mit 52,34 s im Halbfinale über 400 Meter aus und trug durch ihren Einsatz im Vorlauf zum Gewinn der Silbermedaille durch die nigerianische 4-mal-400-Meter-Stafette bei. 2015 wurde sie bei der Sommer-Universiade in Gwangju im Halbfinale im 200-Meter-Lauf disqualifiziert und im Jahr darauf gewann sie bei den Afrikameisterschaften in Durban in 3:29,94 min gemeinsam mit Regina George, Yinka Ajayi und Patience Okon George die Silbermedaille hinter dem südafrikanischen Team. Anschließend nahm sie erneut an den Olympischen Sommerspielen in Rio de Janeiro teil und schied dort mit 53,22 s in der ersten Runde über 400 Meter aus. Es folgte eine fünfjährige Wettkampfpause, ehe sie 2022 wieder an offiziellen Wettkämpfen teilnahm. 2024 siegte sie mit der Mixed-Staffel über 4-mal 400 Meter mit neuem Afrikarekord von 3:13,26 min gemeinsam mit Ifeanyi Emmanuel Ojeli, Patience Okon George und Sikiru Adeyemi die bei den Afrikaspielen in Accra. Zudem siegte sie auch mit der Frauenstaffel in 3:27,29 min gemeinsam mit Esther Elo Joseph, Patience Okon George und Brittany Ogunmokun. Im Juni siegte sie in 3:27,31 min gemeinsam mit Patience Okon George, Esther Elo Joseph und Ella Onojuvwevwo bei den Afrikameisterschaften in Douala.
2012 wurde Ogunmakinju nigerianische Meisterin im 400-Meter-Lauf.

## Persönliche Bestleistungen
- 200 Meter: 23,80 s (+1,9 m/s), 7. April 2012 in Auburn
- 400 Meter: 51,28 s, 23. Juni 2012 in Calabar
  - 400 Meter (Halle): 52,77 s, 8. März 2024 in Pittsburg